# Pindad SS2
El Pindad SS2 (del indonesio: Senapan Serbu 2, "Fusil de Asalto 2"). Es un fusil de asalto indonesio creado por PT Pindad.
Se encuentran en servicio en el ejército y policía indonesios. Gradualmente remplazarán a los fusiles Pindad SS1, que han estado en servicio con las fuerzas de seguridad desde la década de 1990.

## Diseño
El SS2 es una mejora del SS1, siendo una copia bajo licencia de la FN FNC. El apaga llamas está basado en el del fusil M16. Posee un asa de transporte/ alza que puede ser retirada para montar un riel Picatinny e instalar miras ópticas.
El frente del guardamanos es de diseño acanalado, con orificios de ventilación para el calor. Este diseño mejora el enfriamiento del cañón en situaciones en las que se efectúa fuego sostenido. La palanca de montaje está en el lado derecho. El selector de fuego y seguro se encuentra en el lado izquierdo; el mismo permite el fuego automático, semiautomático y colocar el seguro. Los recibidores superior e inferior son de aleación de aluminio y están sujetos mediante pasadores en cruz.

## Variantes

### SS2-V1
Versión estándar básica. Está basado en el SS1. 

### SS2-V2
Versión carabina de la SS2-V1.

### SS2-V4

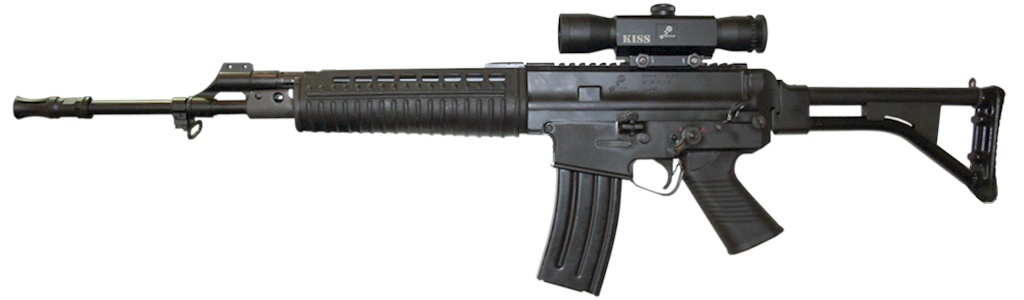
SS2-V4

En lugar de un asa de transporte, tiene un riel para mira telescópica. No posee punto de mira y el cañón es más largo para mayor precisión.

### SS2-V5

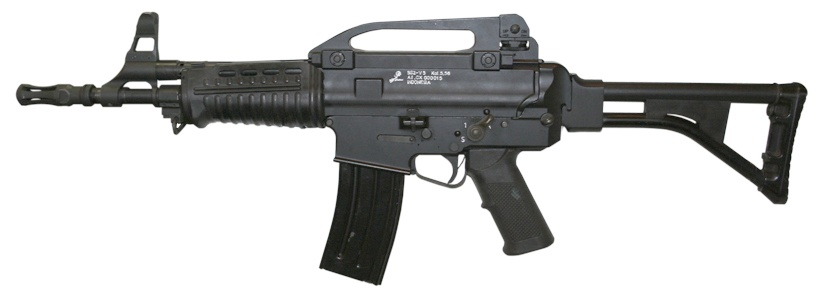
SS2-V5

Versión compacta del SS2-V1.